# Brug 605
Brug 605 in Amsterdam is een viaduct in Amsterdam Nieuw-West.
Het viaduct voor wegverkeer, waar ook tramlijn 13 overheen rijdt, is gelegen in de Burgemeester Röellstraat en overspant de Burgemeester van de Pollstraat. Het bouwwerk is ontworpen door Piet Kramer, toen werkzaam bij Publieke Werken. Het is een van de zes bruggen die Kramer voor de westelijke stadsuitbreiding ontwierp. Het ontwerp dateert van 1949, de bouw was in najaar 1953 tot zomer 1954. 
Het viaduct heeft de Amsterdamse Schoolstijl van Kramer. Baksteen, beton en graniet wisselen elkaar af en er zijn de voor Kramer typische smeedijzer balustrades. Kramer had voor de verdere versiering nog enkele beelden op het oog, maar deze werden door geldgebrek niet geplaatst. Pas veel later mocht Rob Schreefel een ontwerp maken voor de conische en prismavormige sierelementen (1987).

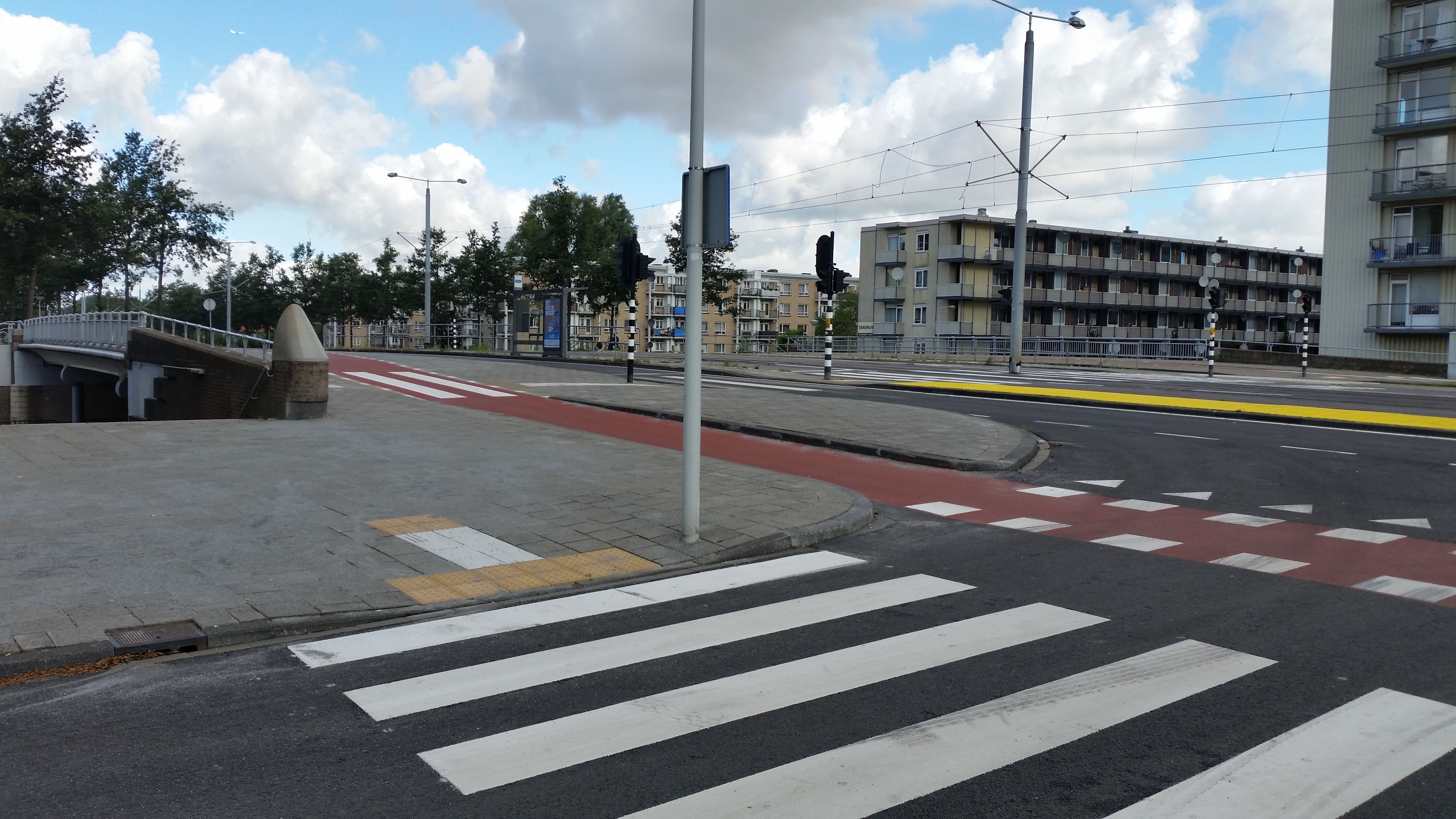
Overzichtsfoto (augustus 2018)

<<< · 600 · 601 · 602 · 603 · 604 · 605 · 606 · 607 · 608 · 609 · 610 · 611 · 612 · 613 · 614 · 615 · 616 · 617 · 618 · 619 · 620 · 621 · 622 · 623 · 624 · 626 · 627 · 628 · 629 · 630 · 631 · 632 · 633 · 634 · 635 · 636 · 637 · 638 · 639 · 643 · 651 · 652 · 653 · 655 · 656 · 657 · 658 · 659 · 660 · 661 · 662 · 663 · 664 · 665 · 666 · 667 · 668 · 669 · 670 · 671 · 673 · 674 · 675 · 676 · 677 · 678 · 679 · 681 · 682 · 683 · 684 · 685 · 687 · 688 · 689 · 690 · 691 · 692 · 695 · 696 · 699 · >>>
Verdwenen brugnummers: 625 (afgebroken brug Sam van Houtenstraat), 640, 644, 645, 646, 647, 648, 650, 672 (duiker Cornelis Lelylaan, Rembrandtpark), 694, 698.
Nooit gebouwd: 649, 680 (nooit gebouwde brug Sloterplas).
Brugnummers 641, 642, 654, 686, 693, 694 en 697 zijn onbekend.